# H2O: Просто добавь воды
«H2O: Про́сто доба́вь воды́» (англ. H2O: Just Add Water) — австралийский молодёжный телесериал. Главные героини Эмма, Рикки и Клео стали русалками в загадочном лунном пруду в жерле потухшего вулкана. Их всегда сопровождает их верный друг Льюис, который хранит их тайну и всячески оберегает от воды, так как при соприкосновении с водой через 10 секунд девушки превращаются в русалок.
В 2013 году состоялась премьера спин-оффа «Тайны острова Мако», съёмки которого начались в мае 2012 года.

## Сюжет
Рикки Чедвик, Эмма Гилберт и Клео Сертори — три шестнадцатилетние девушки из Австралии, которые по стечению обстоятельств оказываются на берегу таинственного острова Мако. На нём они обнаруживают бассейн в кратере вулкана. Девушки запрыгивают в него, и в скором времени над их головами проходит полная луна. Они возвращаются к нормальной жизни, но вскоре обнаруживают, что после таинственного полнолуния они начали превращаться в русалок после контакта с водой. Также они обнаруживают в себе сверхъестественные силы, при помощи которых они могут управлять водой. Девушки доверяют свой секрет своему другу Льюису Маккартни, и он всячески помогает им в сохранении тайны. В третьем сезоне Эмма уезжает, но появляется новая русалка — Белла.

## Эпизоды
С 7 июля 2006 года по 16 апреля 2010 года на экраны вышло 3 сезона, состоящих из 78 серий.

## Остров Мако
Остров Мако — вымышленный остров из сериала «H2O: Просто добавь воды». Остров полностью был сделан при помощи компьютерной графики.

## Саундтрек
Первый релиз официального саундтрека для второго сезона сериала состоялся 10 сентября 2007 года на Liberation Records и стал доступен по всему миру. Он был записан певицей Кейт Алекса.
Релиз саундтрека третьего сезона состоялся 17 февраля 2011 года на iTunes, а мировая премьера состоялась в марте 2011 года. Весь саундтрек был исполнен актрисой Индианой Эванс.

## Спин-оффы
В июле 2011 года был анонсирован спин-офф сериала, состоящий из 26 серий. Новый сериал под названием «Секрет острова Мако» рассказывает о приключениях пятнадцатилетнего Зака и русалок Сирены, Никси и Лайлы.
В мае 2015 года состоялась премьера анимационного спин-оффа, нацеленного на детей. Имя проекта — «H2O: Mermaid Adventures».

## Награды и номинации
| Год  | Награда                                    | Категория                                                                  | Номинант                | Результат |
| ---- | ------------------------------------------ | -------------------------------------------------------------------------- | ----------------------- | --------- |
| 2007 | Nickelodeon Australian Kids’ Choice Awards | Лучшее ТВ шоу                                                              | H2O: Просто добавь воды | Номинация |
| 2007 | Logie Awards                               | Наиболее выдающаяся детская программа                                      | H2O: Просто добавь воды | Номинация |
| 2008 | AFI Awards                                 | Лучшие визуальные эффекты                                                  | H2O: Просто добавь воды | Победа    |
| 2008 | AFI Awards                                 | Лучшая детская телевизионная драма                                         | H2O: Просто добавь воды | Номинация |
| 2008 | AFI Awards                                 | Лучшая исполнительница главной роли в телевизионной драме                  | Фиби Тонкин             | Номинация |
| 2008 | AFI Awards                                 | Лучшая актриса второго плана или приглашённая звезда в телевизионной драме | Британи Бирнс           | Номинация |
| 2008 | Logie Awards                               | Наиболее выдающаяся детская программа                                      | H2O: Просто добавь воды | Номинация |
| 2008 | Nickelodeon Australian Kids’ Choice Awards | Лучшее шоу в жанре телевизионной драмы                                     | H2O: Просто добавь воды | Победа    |
| 2009 | Nickelodeon Australian Kids’ Choice Awards | Лучшее драматическое шоу                                                   | H2O: Просто добавь воды | Номинация |
| 2009 | Logie Awards                               | Наиболее выдающаяся детская программа                                      | H2O: Просто добавь воды | Победа    |
| 2011 | AACTA Awards                               | Лучший детский телевизионный сериал                                        | H2O: Просто добавь воды | Номинация |

## Трансляция в России
В России сериал был впервые показан на телеканале Jetix в 2006 году. Повторные показы осуществлялись в 2010 году на ТНТ, Бибигон, с 2010 по 2014 годы на Disney Channel Russia, с 2021 года по настоящее время на Gulli Girl.